# 구저 (백제)
구저(久氐, ?~?)는 백제의 관리이다.

## 생애
364년, 미주류(彌州流), 막고(莫古) 등과 함께 왜에 처음으로 사신으로 파견되었지만, 길을 잃어 탁순국(卓淳國)에 도착한 뒤 백제로 돌아갔다.
366년, 왜로부터 시마노 쓰쿠네(斯摩宿禰)가 탁순국에 사신으로 오자 탁순왕은 이를 백제에 알렸으며, 367년이 되어서야 그는 미주류, 막고와 함께 신라의 사신을 따라 왜로 갔다. 그는 372년에 칠지도(七枝刀)를 비롯한 물품들을 왜에 선물하는 등의 사신으로서 활발히 활동했다.